# 7 SPIRITS
「7 SPIRITS」為倖田來未於2003年3月19日發行之音樂錄影帶DVD。DVD單片裝。

## 解說
- 本DVD為倖田來未首張音樂錄影帶DVD。
- 收錄7首音樂錄影帶以及特別影像、廣告。

## 曲目
1. TAKE BACK（原來的我）
2. Trust Your Love
3. COLOR OF SOUL
4. So Into You
5. love across the ocean
6. m・a・z・e
7. real Emotion（真實情感）
8. Bonus Pictures
9. TV-CM（電視廣告）